# Andorranische Basketballnationalmannschaft
Die andorranische Basketballnationalmannschaft repräsentiert Andorra bei Basketball-Länderspielen der Herren, etwa bei internationalen Turnieren und bei Freundschaftsspielen.
Das Team konnte sich bisher nicht für Olympische Spiele, Weltmeisterschaften oder Europameisterschaften qualifizieren. 

## Geschichte
Der Sport im Allgemeinen nahm in Andorra nur langsam organisierte Formen an. Erst 1971 gründete der Kleinstaat ein eigenes Olympisches Komitee, welches 1975 vom Internationalen Olympischen Komitee anerkannt wurde. Bereits 1970 gründete sich mit dem BC Andorra einer der ersten Basketballvereine in Andorra, der in der Anfangszeit als "Nationalmannschaft Andorras" angesehen werden konnte, da dort die besten andorranischen Basketballer spielten. Zeitweise spielte dieser Verein einige Jahre in der höchsten Basketball-Liga Spaniens, der Liga ACB. 
Offiziell wurde die Nationalmannschaft Andorras im Jahre 1988 gegründet und ist seitdem auch Mitglied in der FIBA. Eine Teilnahme bei einem großen Turnier gelang dem Team bisher nicht. Dafür gewann man viermal die Goldmedaille bei den FIBA Europameisterschaften für kleine Länder, zuletzt 2012. Außerdem errang das Team 1989 eine Goldmedaille für Andorra bei den Spielen der kleinen Staaten von Europa.

## Abschneiden bei internationalen Wettbewerben
| - noch nie qualifiziert |  | - noch nie qualifiziert |

### Europameisterschaften
- noch nie qualifiziert